# Eumellitiphis
Eumellitiphis es un género de ácaros perteneciente a la familia  Laelapidae.

## Especies
- Eumellitiphis inouei Delfinado-Baker & Baker, 1988
- Eumellitiphis mellitus Türk, 1948
- Eumellitiphis philippinensis Delfinado-Baker & Baker, 1988